# Goe Vur In Den Otto (dj-duo)
Goe Vur In Den Otto (ook bekend als Goe Vur In Den Otto Soundsystem) is een Vlaams dj- en presentatie-duo, bestaande uit Jan Vermeerbergen en Pieter-Jan Symons.
Millionaire-tourmanager Jan Vermeerbergen vatte in 2012 het idee op om een kwaliteitslabel uit te vaardigen voor muziek om in de auto te beluisteren. Min of meer terzelfder tijd ontving Pieter-Jan Symons, vriend van Vermeerbergen, de vraag om als dj aan te treden op Antwerp Metal Fest. Daar hij wel interesse had maar niet gewonnen was voor de idee zulks alleen te doen, benaderde hij Vermeerbergen met de vraag een duo te vormen.
Wat begon als een grap, mondde uit in een veelgevraagde act op muziekfestivals. Eerst op Groezrock, nadat het duo op een albumvoorstelling van Your Highness de programmator van dat festival tegen het lijf liep, daarna op Alcatraz, de Lokerse Feesten en Laundry Day. Sinds 6 september 2015 presenteert het duo daarnaast ook elke zondag het radioprogramma Goe Vur In Den Otto op Studio Brussel.

## Optredens
Onderstaande is een (niet volledige)  lijst van optredens van Goe Vur In Den Otto
| Datum                              | Festival                | Locatie                   | Plaats       | Land      |
| ---------------------------------- | ----------------------- | ------------------------- | ------------ | --------- |
| 1 en 2 mei 2015                    | Groezrock               | Groezrock-festivalterrein | Meerhout     | België    |
| 26 t/m 28 juni 2015                | Down The Rabbit Hole    | De Groene Heuvels         | Ewijk        | Nederland |
| 8 en 9 augustus 2015               | Alcatraz Metal Festival | De Lange Munte            | Kortrijk     | België    |
| 31 juli t/m 9 augustus 2015        | Lokerse Feesten         | Stadscentrum              | Lokeren      | België    |
| 23 september t/m 24 september 2017 | Koerrock                | Stadscentrum              | Lot (België) | België    |